# Dänischer Fußballpokal 1986/87
Der Dänische Fußballpokal 1986/87 war die 33. Austragung des dänischen Pokalwettbewerbs der Männer. Er wurde vom dänischen Fußballverband ausgetragen. Das Finale fand traditionell am Himmelfahrtstag (28. Mai 1987) im Københavns Idrætspark von Kopenhagen statt. Pokalsieger wurde Aarhus GF, der sich im Finale gegen Aalborg BK durchsetzte.
Das Halbfinale wurde in Hin- und Rückspiel entschieden. In den anderen Runden wurden die Begegnungen in einem Spiel ausgetragen. Bei unentschiedenem Ausgang wurde zur Ermittlung des Siegers eine Verlängerung gespielt. Stand danach kein Sieger fest, folgte ein Elfmeterschießen.

## 1. Runde
Es nahmen 66 Mannschaften von der dritten Klasse abwärts sowie die 14 Zweitligisten teil.
|                     | Ergebnis              |                         |
| ------------------- | --------------------- | ----------------------- |
| AB Gladsaxe         | 1:1 n. V. (4:5 i. E.) | Helsingør IF            |
| Assens FC           | 4:0                   | Farsø/Ullits IK         |
| B 1901 Nykøbing     | 4:2                   | B 1908 Amager           |
| B 1909 Odense       | 9:0                   | Krarup Espe SG&I        |
| B 1913 Odense       | 4:0                   | Glamsbjerg IF           |
| IF Skjold Birkerød  | 2:1                   | Glostrup IC             |
| Dalum IF            | 5:1                   | Thisted FC              |
| Dragør BK           | 2:1                   | B.93 Kopenhagen         |
| Dronningborg IF     | 5:3                   | Odense KFUM             |
| Gladsaxe-Hero BK    | 4:1                   | BK Frem Sakskøbing      |
| Greve IF            | 3:0                   | Humlebæk BK             |
| Gentofte-Vangede IF | 1:3                   | Ballerup IF             |
| Hellas BK Valby     | 4:1                   | Espergærde IF           |
| Herlufsholm GF      | 0:1                   | Haslev IF               |
| Herning Fremad      | 0:3                   | Odense Kammeraternes SK |
| Hjørring IF         | 4:5 n. V.             | Fredericia KFUM         |
| Holstebro BK        | 4:2                   | Roslev IK               |
| Horsens fS          | 0:0 n. V. (3:5 i. E.) | Varde IF                |
| Hvidovre IF         | 3:0 n. V.             | BK Fremad Valby         |
| Jyderup BK          | 3:1                   | IK Viking Rønne         |
| Karlslunde IF       | 0:6                   | B 1921 Nykøbing         |
| Kolding IF          | 1:2 n. V.             | Silkeborg IF            |
| Kværndrup BK        | 0:1                   | Aalborg BK              |
| Køge BK             | 8:3                   | Rønne IK                |
| Mørkøv IF           | 4:1                   | BK Avarta               |
| Nørresundby BK      | 7:0                   | Vivild IF               |
| Nyborg G&IF         | 4:2 n. V.             | Vorup Frederiksberg BK  |
| Næsby BK            | 0:1                   | Svendborg fB            |
| BV Oksbøl           | 2:1                   | Kolding BK              |
| Rødby fB            | 2:1                   | BK Frem Kopenhagen      |
| Skagen IK           | 3:2                   | Harlev IK               |
| Skovshoved IF       | 1:1 n. V. (4:1 i. E.) | Roskilde BK             |
| Tingsted BK         | 0:7                   | Holbæk B&I              |
| Tårnby BK           | 3:4                   | Fremad Amager           |
| Vanløse IF          | 4:1                   | Skovlunde Fodbold       |
| Vejgaard BSK        | 1:2                   | IK Skovbakken           |
| Viborg FF           | 0:2                   | Sædding/Guldager IF     |
| Vordingborg IF      | 1:4                   | Albertslund IF          |
| Aabenraa BK         | 1:0                   | Slagelse B&I            |
| IK Aalborg Chang    | 4:0                   | Frederikshavn fI        |

## 2. Runde
Teilnehmer waren die 40 Sieger der ersten Runde und vier Erstligisten.
|                     | Ergebnis              |                         |
| ------------------- | --------------------- | ----------------------- |
| Albertslund IF      | 3:2                   | Ballerup IF             |
| Assens FC           | 0:2                   | Næstved IF              |
| B 1909 Odense       | 3:3 n. V. (3:4 i. E.) | Vanløse IF              |
| B 1921 Nykøbing     | 1:2                   | Brønshøj BK             |
| Dalum IF            | 0:2                   | Hellas BK Valby         |
| Dragør BK           | 4:3 n. V.             | Nyborg G&IF             |
| Dronningborg IF     | 2:3                   | Varde IF                |
| Fredericia KFUM     | 0:3                   | Ikast FS                |
| Gladsaxe-Hero BK    | 0:5                   | Helsingør IF            |
| Greve IF            | 0:4                   | Odense Kammeraternes SK |
| Holstebro BK        | 1:2 n. V.             | Skovshoved IF           |
| Hvidovre IF         | 3:0                   | Rødby fB                |
| Mørkøv IF           | 3:1                   | IF Skjold Birkerød      |
| BV Oksbøl           | 1:7                   | B 1913 Odense           |
| Randers SK Freja    | 4:3                   | Køge BK                 |
| Silkeborg IF        | 0:1                   | B 1901 Nykøbing         |
| Skagen IK           | 2:1                   | Jyderup BK              |
| IK Skovbakken       | 5:1                   | Holbæk B&I              |
| Svendborg fB        | 1:4                   | Nørresundby BK          |
| Sædding/Guldager IF | 2:2 n. V. (5:4 i. E.) | IK Aalborg Chang        |
| Aalborg BK          | 9:0                   | Haslev IF               |
| Aabenraa BK         | 1:3                   | Fremad Amager           |

## 3. Runde
Teilnehmer: Die 22 Sieger der zweiten Runde und zehn weitere Vereine aus der 1. Division 1986.
|                      | Ergebnis              |                         |
| -------------------- | --------------------- | ----------------------- |
| Aarhus GF            | 3:0                   | Esbjerg fB              |
| Albertslund IF       | 0:5                   | Brønshøj BK             |
| B 1903 Kopenhagen    | 0:0 n. V. (3:4 i. E.) | Skagen IK               |
| Dragør BK            | 3:0                   | Skovshoved IF           |
| Hellas BK Valby      | 0:2                   | Ikast FS                |
| Hvidovre IF          | 2:2 n. V. (5:6 i. E.) | Herfølge BK             |
| Kastrup BK           | 2:0                   | Fremad Amager           |
| Kjøbenhavns Boldklub | 0:1                   | Nørresundby BK          |
| Lyngby BK            | 4:1                   | Helsingør IF            |
| Odense BK            | 4:0                   | Mørkøv IF               |
| IK Skovbakken        | 2:2 n. V. (3:5 i. E.) | B 1913 Odense           |
| Vanløse IF           | 2:0                   | Randers SK Freja        |
| Varde IF             | 0:0 n. V. (5:4 i. E.) | Næstved IF              |
| Vejle BK             | 1:3 n. V.             | Brøndby IF              |
| Aalborg BK           | 1:0                   | Odense Kammeraternes SK |
| IK Aalborg Chang     | 2:1                   | B 1901 Nykøbing         |

## 4. Runde
Teilnehmer: Die 16 Sieger der dritten Runde.
|                  | Ergebnis              |             |
| ---------------- | --------------------- | ----------- |
| B 1913 Odense    | 1:2 n. V.             | Odense BK   |
| Brøndby IF       | 2:2 n. V. (4:5 i. E.) | Skagen IK   |
| Dragør BK        | 0:4                   | Aarhus GF   |
| Kastrup BK       | 1:2 n. V.             | Aalborg BK  |
| Nørresundby BK   | 3:2                   | Ikast FS    |
| Vanløse IF       | 0:1                   | Brønshøj BK |
| Varde IF         | 0:2                   | Herfølge BK |
| IK Aalborg Chang | 0:2                   | Lyngby BK   |

## Viertelfinale
|                | Ergebnis  |             |
| -------------- | --------- | ----------- |
| Aarhus GF      | 5:1       | Odense BK   |
| Nørresundby BK | 0:2 n. V. | Lyngby BK   |
| Skagen IK      | 0:4       | Herfølge BK |
| Aalborg BK     | 6:0       | Brønshøj BK |

## Halbfinale
|            | Gesamt |             | Hinspiel | Rückspiel |
| ---------- | ------ | ----------- | -------- | --------- |
| Aarhus GF  | 2:1    | Lyngby BK   | 1:1      | 1:0       |
| Aalborg BK | 3:1    | Herfølge BK | 2:0      | 1:1       |

## Finale
| Paarung        | Aarhus GF – Aalborg BK |
| Ergebnis       | 3:0 (1:0) |
| Datum          | 28. Mai 1987 |
| Stadion        | Københavns Idrætspark, Kopenhagen |
| Zuschauer      | 6.300 |
| Schiedsrichter | Kurt Horsted |
| Tore           | 1:0 Jan Bartram (40., Elfmeter) 2:0 Jan Lauridsen (59.) 3:0 Karsten Christensen (75.) |
| Aarhus GF      | Troels Rasmussen – John Stampe, Henrik Jespersen, Bjørn Kristensen, Bent Wachmann – Morten Donnerup (78. Thomas Andersen), Per Beck Andersen, Karsten Christensen – Jan Bartram (80. Allan Reese), Lars Lundkvist, Jan Lauridsen Cheftrainer: Allan Hebo Larsen |
| Aalborg BK     | Harbo Larsen – Steen Andersen, Henrik Vandet Kristensen (66. Henrik Petersen), Jens Steffensen, Søren Thorst – Søren Larsen, Torben Boye, Ove Flindt Bjerg – Ib Simonsen, Søren Dissing, Jes Høgh (83. Peter Enevoldsen) Cheftrainer: Peter Rudbæk              |